# Olympische Sommerspiele 1988/Rudern – Einer (Männer)
Der Ruderwettbewerb im Einer der Männer bei den Olympischen Spielen 1988 in Seoul wurde vom 19. bis zum 24. September 1988 auf der Misari Regatta Strecke in Hanam ausgetragen. 22 Athleten in 22 Booten traten an.
Der Wettbewerb, der über die olympische Ruderdistanz von 2000 Metern ausgetragen wurde, begann mit vier Vorläufen mit jeweils fünf oder sechs Mannschaften. Die jeweils erstplatzierten Ruderer der Vorläufe qualifizierten sich für das Halbfinale A/B, während die verbleibenden 18 Boote in den Hoffnungslauf gingen. Im Hoffnungslauf qualifizierten sich die erst- und zweitplatzierten Ruderer ebenfalls für das Halbfinale A/B, während die verbliebenen 10 Ruderer aus dem Wettbewerb ausschieden.
In den beiden Halbfinalläufen A/B qualifizierten sich die ersten drei Ruderer für das A-Finale, die Plätze 4 bis 6 qualifizierten sich für das B-Finale zur Ermittlung der Plätze 7 bis 12. Im A-Finale am 24. September 1988 kämpften die besten sechs Boote um olympische Medaillen.
Die jeweils qualifizierten Ruderer sind hellgrün unterlegt.
Vor dem Wettbewerb gab es drei Favoriten auf den Titel. Der Finne Pertti Karppinen wollte bei den Spielen einen Rekord aufstellen und zum vierten Mal in Folge Olympiasieger im Einer werden. Sein größter Herausforderer war Peter-Michael Kolbe, der bei den Olympischen Spielen 1976 und 1984 die Silbermedaille gewonnen hatte und schon fünfmal Weltmeister im Einer war. Bei den drei Weltmeisterschaften zwischen den Spielen konnten beide jeweils einen kompletten Medaillensatz im Einer gewinnen. Bei der letzten Weltmeisterschaft 1987 konnte aber keiner der beiden gewinnen. Der Titel in Kopenhagen ging an den Ruderer Thomas Lange aus der DDR. 
Bereits im ersten Vorlauf trafen die beiden Ruderer aus Ost- und Westdeutschland aufeinander, dabei ging Thomas Lange als Sieger direkt ins Halbfinale, während er Peter-Michael Kolbe in den Hoffnungslauf schickte. Überraschend war der Sieg des Schweden Fredrik Hultén im vierten Vorlauf über Pertti Karppinen. In den anderen beiden Vorläufen siegten der Australier Hamish McGlashan und der Neuseeländer Eric Verdonk. In den Hoffnungsläufen qualifizierten sich dann auch Peter-Michael Kolbe und Pertti Karppinen für das Halbfinale. Im Halbfinale gewann dann jeder der beiden Ruderer aus Deutschland seinen Lauf. Während die beiden Vorlaufsieger aus Ozeanien ebenfalls den Schritt in das Finale schafften, konnten sich weder Pertti Karppinen, noch der im Vorlauf stärkere Schwede Fredrik Hultén für das A-Finale qualifizieren. Im Finale setzten sich dann die beiden deutschen Ruderer schon auf den ersten 500 Metern knapp drei Sekunden von allen anderen Konkurrenten ab. Auf den ersten 1000 Metern führte Peter-Michael Kolbe das Rennen an, musste dann auf der zweiten Streckenhälfte allerdings den jüngeren Konkurrenten vorbeiziehen lassen, so dass der Titel an Thomas Lange ging und Peter-Michael Kolbe zum dritten Mal in Folge die Silbermedaille gewann. Der dritte Platz ging an den Neuseeländer Eric Verdonk.  

## Titelträger
| Olympiasieger | Pertti Karppinen | Los Angeles 1984 |
| Weltmeister   | Thomas Lange     | Kopenhagen 1987  |

## Vorläufe
Montag, 19. September 1988
- Qualifikationsnormen: Platz 1 -> Halbfinale A/B, ab Platz 2 -> Hoffnungslauf

### Vorlauf 1
| Platz | Nation             | Athlet              | Zeit (min) | Qualifikation  |
| ----- | ------------------ | ------------------- | ---------- | -------------- |
| 1     | DDR                | Thomas Lange        | 7:03,25    | Halbfinale A/B |
| 2     | Vereinigte Staaten | Andrew Sudduth      | 7:05,61    | Hoffnungslauf  |
| 3     | BR Deutschland     | Peter-Michael Kolbe | 7:12,35    | Hoffnungslauf  |
| 4     | Polen              | Kajetan Broniewski  | 7:13,77    | Hoffnungslauf  |
| 5     | Niederlande        | Henk-Jan Zwolle     | 7:29,68    | Hoffnungslauf  |
| 6     | Puerto Rico        | Juan Félix          | 7:55,46    | Hoffnungslauf  |

### Vorlauf 2
| Platz | Nation      | Athlet           | Zeit (min) | Qualifikation  |
| ----- | ----------- | ---------------- | ---------- | -------------- |
| 1     | Australien  | Hamish McGlashan | 7:25,26    | Halbfinale A/B |
| 2     | Uruguay     | Jesús Posse      | 7:37,92    | Hoffnungslauf  |
| 3     | Sowjetunion | Jüri Jaanson     | 7:41,28    | Hoffnungslauf  |
| 4     | Japan       | Masahiro Sakata  | 7:43,67    | Hoffnungslauf  |
| 5     | Kanada      | Gordon Henry     | 7:51,83    | Hoffnungslauf  |
| 6     | Philippinen | Edgardo Maerina  | 8:54,90    | Hoffnungslauf  |

### Vorlauf 3
| Platz | Nation     | Athlet             | Zeit (min) | Qualifikation  |
| ----- | ---------- | ------------------ | ---------- | -------------- |
| 1     | Neuseeland | Eric Verdonk       | 7:18,69    | Halbfinale A/B |
| 2     | Frankreich | Pascal Body        | 7:26,12    | Hoffnungslauf  |
| 3     | Belgien    | Dirk Crois         | 7:34,74    | Hoffnungslauf  |
| 4     | Italien    | Giovanni Calabrese | 7:45,02    | Hoffnungslauf  |
| 5     | Brasilien  | Dênis Marinho      | 7:48,33    | Hoffnungslauf  |

### Vorlauf 4
| Platz | Nation     | Athlet                        | Zeit (min) | Qualifikation  |
| ----- | ---------- | ----------------------------- | ---------- | -------------- |
| 1     | Schweden   | Fredrik Hultén                | 7:12,98    | Halbfinale A/B |
| 2     | Finnland   | Pertti Karppinen              | 7:24,72    | Hoffnungslauf  |
| 3     | Österreich | Arnold Jonke                  | 7:30,45    | Hoffnungslauf  |
| 4     | Südkorea   | Im Gyeong-seok                | 7:39,94    | Hoffnungslauf  |
| 5     | Kuwait     | Waleed Al-Mohamed Abdulmuhsin | 8:05,35    | Hoffnungslauf  |

## Hoffnungsläufe
Mittwoch, 21. September 1988
- Qualifikationsnormen: Platz 1-2 -> Halbfinale A/B, ab Platz 3 -> ausgeschieden

### Hoffnungslauf 1
| Platz | Nation      | Athlet           | Zeit (min) | Qualifikation  |
| ----- | ----------- | ---------------- | ---------- | -------------- |
| 1     | Finnland    | Pertti Karppinen | 7:14,91    | Halbfinale A/B |
| 2     | Niederlande | Henk-Jan Zwolle  | 7:16,23    | Halbfinale A/B |
| 3     | Belgien     | Dirk Crois       | 7:19,94    | ausgeschieden  |
| 4     | Japan       | Masahiro Sakata  | 7:26,66    | ausgeschieden  |

### Hoffnungslauf 2
| Platz | Nation      | Athlet                        | Zeit (min) | Qualifikation  |
| ----- | ----------- | ----------------------------- | ---------- | -------------- |
| 1     | Sowjetunion | Jüri Jaanson                  | 7:04,04    | Halbfinale A/B |
| 2     | Polen       | Kajetan Broniewski            | 7:04,39    | Halbfinale A/B |
| 3     | Frankreich  | Pascal Body                   | 7:05,80    | ausgeschieden  |
| 4     | Kuwait      | Waleed Al-Mohamed Abdulmuhsin | 8:15,16    | ausgeschieden  |

### Hoffnungslauf 3
| Platz | Nation         | Athlet              | Zeit (min) | Qualifikation  |
| ----- | -------------- | ------------------- | ---------- | -------------- |
| 1     | BR Deutschland | Peter-Michael Kolbe | 7:12,27    | Halbfinale A/B |
| 2     | Uruguay        | Jesús Posse         | 7:17,43    | Halbfinale A/B |
| 3     | Brasilien      | Dênis Marinho       | 7:22,84    | ausgeschieden  |
| 4     | Südkorea       | Im Gyeong-seok      | 7:46,40    | ausgeschieden  |
| 5     | Philippinen    | Edgardo Maerina     | 8:27,02    | ausgeschieden  |

### Hoffnungslauf 4
| Platz | Nation             | Athlet             | Zeit (min) | Qualifikation  |
| ----- | ------------------ | ------------------ | ---------- | -------------- |
| 1     | Vereinigte Staaten | Andrew Sudduth     | 7:05,52    | Halbfinale A/B |
| 2     | Italien            | Giovanni Calabrese | 7:12,93    | Halbfinale A/B |
| 3     | Österreich         | Arnold Jonke       | 7:18,29    | ausgeschieden  |
| 4     | Puerto Rico        | Juan Félix         | 7:18,77    | ausgeschieden  |
| 5     | Kanada             | Gordon Henry       | 7:37,48    | ausgeschieden  |

## Halbfinale
Donnerstag, 22. September 1988
- Qualifikationsnormen: Plätze 1-3 -> Finale A, ab Platz 4 -> Finale B

### Halbfinale A/B 1
| Platz | Nation             | Athlet          | Zeit (min) | Qualifikation |
| ----- | ------------------ | --------------- | ---------- | ------------- |
| 1     | DDR                | Thomas Lange    | 6:58,65    | Finale A      |
| 2     | Vereinigte Staaten | Andrew Sudduth  | 6:59,70    | Finale A      |
| 3     | Neuseeland         | Eric Verdonk    | 7:11,98    | Finale A      |
| 4     | Uruguay            | Jesús Posse     | 7:27,43    | Finale B      |
| 5     | Niederlande        | Henk-Jan Zwolle | 7:30,45    | Finale B      |
| 6     | Sowjetunion        | Jüri Jaanson    | 7:32,51    | Finale B      |

### Halbfinale A/B 2
| Platz | Nation         | Athlet              | Zeit (min) | Qualifikation |
| ----- | -------------- | ------------------- | ---------- | ------------- |
| 1     | BR Deutschland | Peter-Michael Kolbe | 7:01,76    | Finale A      |
| 2     | Australien     | Hamish McGlashan    | 7:03,40    | Finale A      |
| 3     | Polen          | Kajetan Broniewski  | 7:03,90    | Finale A      |
| 4     | Schweden       | Fredrik Hultén      | 7:04,36    | Finale B      |
| 5     | Italien        | Giovanni Calabrese  | 7:23,69    | Finale B      |
| 6     | Finnland       | Pertti Karppinen    | 7:32,78    | Finale B      |

## Finale

### A-Finale
Samstag, 24. September 1988, 2:53 Uhr MESZ

Anmerkung: zur Ermittlung der Plätze 1 bis 6
| Platz | Nation             | Athlet              | Zeit (min) |
| ----- | ------------------ | ------------------- | ---------- |
| 1     | DDR                | Thomas Lange        | 6:49,86    |
| 2     | BR Deutschland     | Peter-Michael Kolbe | 6:54,77    |
| 3     | Neuseeland         | Eric Verdonk        | 6:58,66    |
| 4     | Australien         | Hamish McGlashan    | 7:01,43    |
| 5     | Polen              | Kajetan Broniewski  | 7:03,67    |
| 6     | Vereinigte Staaten | Andrew Sudduth      | 7:11,45    |

### B-Finale
Freitag, 23. September 1988, 1:23 Uhr MESZ

Anmerkung: zur Ermittlung der Plätze 7 bis 12
| Platz | Nation      | Athlet             | Zeit (min) |
| ----- | ----------- | ------------------ | ---------- |
| 7     | Finnland    | Pertti Karppinen   | 7:34,47    |
| 8     | Sowjetunion | Jüri Jaanson       | 7:35,09    |
| 9     | Schweden    | Fredrik Hultén     | 7:40,07    |
| 10    | Italien     | Giovanni Calabrese | 7:43,31    |
| 11    | Uruguay     | Jesús Posse        | 7:44,18    |
| 12    | Niederlande | Henk-Jan Zwolle    | 7:44,92    |